# Star Fox
Star Fox (スターフォックス Sutā Fokkusu) er en videospil-serie af Nintendo. Spillene følger uafhængige lejesoldat-enheder ved navn Star Fox (bestående af menneskelignende dyr) og deres eventyr rundt omkring fiktive Lylat system. Det originale spil fra 1993 til SNES var en forward-scrolling 3D Sci-Fi rail shooter. Senere fortsættelser tilføj mere retningsbestemt frihed som serien skred frem. Spillets koncept blev inspireret af et skrin til en ræv gud, som kunne flyve, og som Shigeru Miyamoto besøgte regelmæssigt. Den skrin var tilgængelig gennem en række buer, og dermed blev han inspireret af gameplayet.
Det første spil i serien, blev udviklet af Nintendo EAD og programmeret af Argonaut Software.
På grund af rettighedshavere om navnet Star Fox i PAL region-territorier, blev Star Fox og Star Fox 64 udgivet i de lande, som Star Wing og Lylat Wars. Men Nintendo købte rettighederne før udgivelsen af Star Fox Adventures til GameCube i 2002 så fremtidige spil kan frigives på verdensplan med samme navn.